# John Nevill, 5. Marquess of Abergavenny
John Henry Guy Nevill, 5. Marquess of Abergavenny, KG, OBE (* 8. November 1914; † 23. Februar 2000) war ein britischer Peer, Offizier und Politiker.

## Leben und Karriere
Er war der ältere Sohn von Guy Larnach-Nevill, 4. Marquess of Abergavenny und Isabel Nellie Larnach. Er besuchte das Eton College und das Trinity College der Universität Cambridge.
1936 wurde er Offizier der Life Guards und diente im Zweiten Weltkrieg. 1945 wurde als Officer des Order of the British Empire ausgezeichnet und 1946 zum Lieutenant-Colonel befördert. Nevill war Honorary Colonel der Traditionseinheit Kent Yeomanry von 1949 bis 1961 und von 1961 bis 1962 der Kent and County of London Yeomanry.
Er war Mitglied des East Sussex County Council von 1947 bis 1954 und von 1954 bis 1962 County-Alderman für East Sussex. Er war 1955 und 1970 bis 1974 Deputy Lieutenant von Sussex und von 1974 bis 1989 erster Lord Lieutenant von East Sussex.
Neben seiner Armee- und politischen Karriere, war er auch Direktor von Massey Ferguson von 1955 bis 1985, Direktor der Lloyds Bank von 1962 bis 1985; Vorsitzender (Chairman) des Lloyds Bank South-East Regional Board von 1962 bis 1985 und Direktor von Whitbread Investment.

## Mitgliedschaft im House of Lords
Nevill erbte beim Tod seines Vaters 1954 dessen Adelstitel als Marquess of Abergavenny, sowie den damals damit verbundenen Sitz im House of Lords. Dort saß er als Crossbencher. Am 11. Juni 1992 wurde er ins eingeführt. Dies ist sein einziger Eintrag im Hansard.
Seinen Sitz verlor er durch den House of Lords Act 1999. Für einen der verbleibenden Sitze hatte er sich nicht zur Wahl aufgestellt.

## Ehrungen und weitere Ämter
1974 wurde er als Knight Companion in den Hosenbandorden aufgenommen und war von 1977 bis 1994 Kanzler (Chancellor) dieses Ordens. 1976 wurde er auch als Knight des Order of Saint John ausgezeichnet.
1986 wurde ihm die Ehrendoktorwürde eines Doktor der Rechtswissenschaften der University of Sussex verliehen.

## Familie
Nevill heiratete am 4. Januar 1938 Patricia Harrison (1915–2005).
Sie hatten zusammen fünf Kinder, davon vier Töchter und ein Sohn.
Er starb 2000 im Alter von 85 Jahren. Da der Sohn vor ihm starb, erbte seinen Titel sein Neffe als Christopher Nevill, 6. Marquess of Abergavenny (* 1955).